# Gustav Adolf Bredow

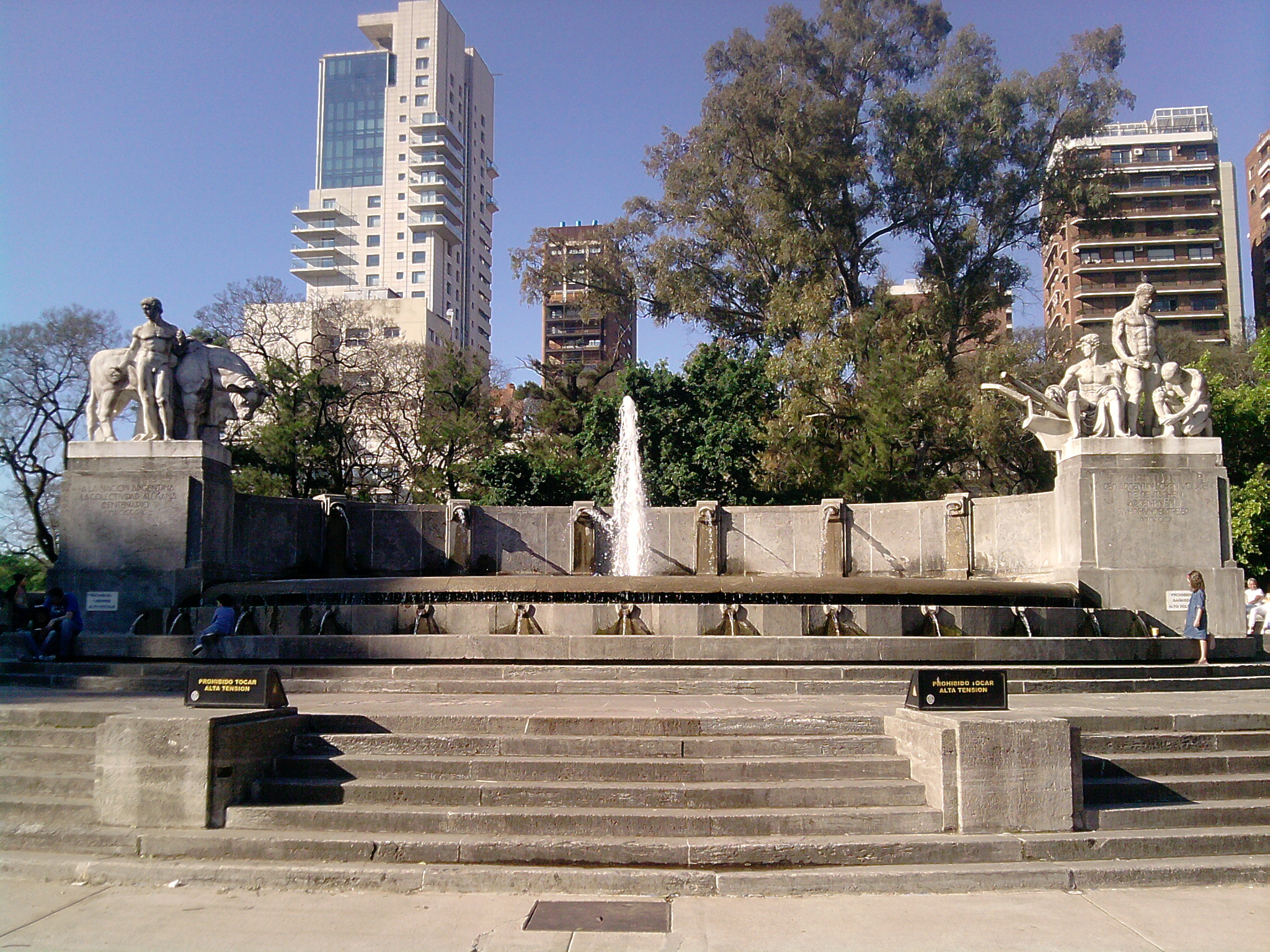
Fuente Riqueza Agropecuaria Argentina, en Plaza Alemania, Buenos Aires. Obra de Gustav Bredow.

Gustav Adolf Bredow  (Krefeld, 22 de agosto de 1875-Stuttgart, 23 de abril de 1950) fue un escultor alemán.
Se inició en dibujo y pintura en la ciudad de Düsseldorf, pero finalmente se orientó hacia el arte escultórico. Realizó relieves religiosos en las iglesias de las ciudades de Wurtemberg, Entringen, Stuttgart, Meresheim y Bruselas. También más de setenta esculturas de bulto para el recinto de la Nueva Casa Municipal de Hannover y numerosas fuentes en plazas de Alemania meridional. En Buenos Aires es el autor de la monumental "Fuente Riqueza agropecuaria argentina" en la Plaza Alemania, que fuera donada por la comunidad alemana en la Argentina, con motivo del Centenario argentino de la Revolución de mayo de 1810.
Dominó todas las riquezas escultóricas y trabajó con todo tipo de materiales. Su estilo era naturista, inspirado en la cultura grecolatina en lo concerniente a la armonía, el equilibrio y la estética de lo bello como canon de representación.